# Antíoco (escultor)
Antíoco  (griego antiguo Ἀντίοχος, Antiochus)  fue un escultor griego cuyo nombre aparece en una notable estatua de Atenea que se encontraba en la Villa Ludovisi de Roma.
Se duda acerca de la autenticidad de la inscripción, que aporta el nombre del escultor. La Atenea es una copia de la de original de Fidias del siglo V a. C. Actualmente, se conserva restaurada en el Palazzo Altemps del Museo Nacional Romano.